# Да Рос, Джанни
Джанни да Рос (итал. Gianni da Ros; род. 26 августа 1986, Порденоне, Фриули-Венеция-Джулия) — итальянский шоссейный велогонщик, выступавший на профессиональном уровне в конце 2000-х годов за команду Liquigas. Получил широкую известность как фигурант резонансного расследования в деле об обороте запрещённых веществ в итальянском велоспорте — его признали виновным в перевозке допинг-препаратов и дисквалифицировали на беспрецедентные 20 лет.

## Биография
Джанни да Рос родился 26 августа 1986 года в городе Порденоне автономной области Фриули — Венеция-Джулия.
Начинал спортивную карьеру как трековый велогонщик, в частности в 2007 году одержал победу на чемпионате Балкан в Афинах в индивидуальной и командной гонках преследования (совместно с Джанполо Биоло, Алессандро де Марки и Мартино Маркотто). Также в этом сезоне отметился победой в шоссейной молодёжной гонке «Коппа Сан-Вито», стартовал в гонках «Джиро д’Абруццо» и «Тур Берлина».
В 2008 году вместе с Давиде Чимолай выиграл гонку «Три дня Порденоне» и в качестве стажёра присоединился к итальянской профессиональной команде Liquigas, имевшей лицензию мирового тура, в составе которой помимо прочего принял участие в многодневном «Туре Миссури» в США. Зарекомендовав себя с хорошей стороны, по окончании сезона подписал с командой профессиональный контракт и стал полноценным её членом.
В 2009 году отметился выступлением на таких престижных гонках как «Тур Даун Андер», «Тур Катара», «Джиро ди Сардиния», «Джиро дель Фриули», «Монтепаски Эроика».
11 марта 2009 года да Рос в числе одиннадцати других гонщиков был арестован итальянской полицией как подозреваемый по делу о перевозке запрещённых антидопинговым агентством веществ. 23 ноября Антидопинговый трибунал Национального олимпийского комитета Италии (CONI) признал его виновным в незаконном обороте запрещённых веществ и приговорил к беспрецедентным 20 годам отстранения от спорта, что привело к расторжению контракта с Liquigas.
Гонщик опротестовал это решение, в итоге 17 августа 2010 года Спортивный арбитражный суд в Лозанне посчитал санкцию CONI слишком суровой и сократил срок дисквалификации до четырёх лет.
После этого скандала Джанни да Рос имел возможность возобновить спортивную карьеру в марте 2013 года, но впоследствии он уже не участвовал в соревнованиях как профессиональный велогонщик.